# Жерсу
Же́рсу Ферна́ндеш (порт. Gerso Fernandes; 23 февраля 1991, Бисау, Гвинея-Бисау), более известный как Же́рсу (португальское произношение: [ˈʒɛɾsu]), — бисау-гвинейский футболист, вингер клуба «Инчхон Юнайтед».

## Биография
Жерсу родился в Гвинее-Бисау. Когда ему было 4 года, родители отдали его на воспитание тёте и дяде, жившим в Лиссабоне, Португалия. Когда ему было 7 лет, после смерти дяди, тётя была вынуждена поместить его в местный католический приют.
В 2004 году в возрасте 13 лет Жерсу присоединился к молодёжной системе клуба «Униан ди Коимбра». В 2009 году он перешёл в юношескую команду клуба «Академика ди Коимбра». В сезоне 2010/11 выступал за «Торизенсе», фарм-клуб «Академики» во Втором дивизионе.
В августе 2011 года Жерсу подписал трёхлетний контракт с клубом «Эшторил-Прая» из Сегунды. За «Эшторил» дебютировал 21 августа в матче стартового тура сезона 2011/12 против «Спортинга ди Ковильян», выйдя на замену на 70-й минуте вместо Андерсона Луиса. Помог клубу подняться в Примейру. В высшей лиге Португалии дебютировал 17 августа 2012 года в матче стартового тура сезона 2012/13 против «Ольяненсе», выйдя на замену на 60-й минуте вместо Тони Тейлора. 4 января 2014 года в матче Кубка Португалии 2013/14 против «Лейшойнша» забил свой первый гол за «Эшторил». 4 апреля в матче против «Витории ди Гимарайнш» забил свой первый гол в Примейре.
30 июля 2014 года Жерсу был отдан в аренду клубу «Морейренсе» с возможностью выкупа в конце сезона. За «Морейренсе» дебютировал 17 августа в матче стартового тура сезона 2014/15 против «Насьонала», выйдя на замену на 67-й минуте вместо Арсениу. 25 октября в матче против «Жил Висенте» забил свой первый гол за «Морейренсе». 23 мая 2015 года в матче заключительного тура сезона против «Ароки» сделал дубль.
По окончании сезона 2015/16 Жерсу покинул «Эшторил-Прая».
31 мая 2016 года Жерсу подписал контракт с клубом «Белененсеш». Дебютировал за «Белененсеш» 14 августа в матче стартового тура сезона 2016/17 против «Витории ди Сетубал», выйдя на замену на 60-й минуте вместо Андре Соузы. 10 декабря в матче против «Маритиму» забил свой первый гол за «Белененсеш».
4 января 2017 года Жерсу перешёл в клуб MLS «Спортинг Канзас-Сити», подписав контракт по правилу назначенного игрока до конца сезона 2019 с опцией продления на сезон 2020. В высшей лиге США дебютировал 4 марта в матче стартового тура сезона 2017 против «Ди Си Юнайтед». 9 апреля в матче против «Колорадо Рэпидз» забил свой первый гол в MLS. 17 мая в матче против «Сиэтл Саундерс» оформил хет-трик. В июле Жерсу получил грин-карту и в MLS перестал считаться иностранным игроком. По итогам сезона 2017 стал лучшим бомбардиром «Спортинга КС», забив восемь мячей в MLS и 10 во всех соревнованиях, и был назван атакующим игроком года клуба. 15 сентября 2018 года в матче против «Сан-Хосе Эртквейкс» забил два гола и отдал две голевые передачи. 27 мая 2019 года в матче против «Нью-Инглэнд Революшн» сломал левое запястье, из-за чего выбыл из строя более чем на месяц. 21 ноября «Спортинг КС» объявил о продлении контракта с Жерсу на сезон 2020. После сезона 2020 контракт Жерсу со «Спортингом Канзас-Сити» закончился, и он получил от клуба предложение о новом контракте, но отклонил это предложение.
16 февраля 2021 года Жерсу подписал контракт с клубом южнокорейской Кей-лиги 1 «Чеджу Юнайтед». Дебютировал за «Чеджу Юнайтед» 13 марта в матче против «Тэгу», выйдя на замену на 70-й минуте вместо Ли Гю Хёка. 22 мая в матче против «Соннама» забил свой первый гол за «Чеджу Юнайтед».
10 января 2023 года Жерсу подписал контракт с клубом «Инчхон Юнайтед». Дебютировал за «Инчхон Юнайтед» 25 февраля в матче стартового тура сезона 2023 против «Сеула». 12 марта в матче против своего бывшего клуба «Чеджу Юнайтед» забил свой первый гол за «Инчхон Юнайтед».

## Достижения
Командные
 «Эшторил-Прая»
- Чемпион Второй лиги: 2011/12

 «Спортинг Канзас-Сити»
- Обладатель Открытого кубка США: 2017